# Seznam nizozemskih šahistov
Seznam nizozemskih šahistov.

## B
- Benjamin Bok

## D
- Jan Hein Donner

## E
- Max Euwe

## G
- Anish Giri (nepalsko-ruskega rodu)

## H
- Fenny Heemskerk

## K
- Robin van Kampen

## N
- Friso Nijboer

## O
- Adolf Georg Olland

## P
- Jeroen Piket

## R
- Hans Ree

## S
- Jan Smeets
- Daniël Stellwagen
- Paul van der Sterren

## T
- Jan Timman

## W
- Loek van Wely
- John van der Wiel